# Санта-Тереза-ду-Токантинс

Санта-Тереза-ду-Токантинс на карте штата.

Санта-Тереза-ду-Токантинс (порт. Santa Tereza do Tocantins) — муниципалитет в Бразилии, входит в штат Токантинс. Составная часть мезорегиона Восточный Токантинс. Входит в экономико-статистический микрорегион Жалапан. Население составляет  2 523 человека на 2010 год. Занимает площадь 539,912 км². Плотность населения — 4,67 чел./км².
Праздник города —  3 июня. 

## Демография
Согласно сведениям, собранным в ходе переписи 2010 г. Национальным институтом географии и статистики (IBGE), население муниципалитета составляет:
| Полное население                               | Полное население                               | Полное население                               | Полное население                               | 2 523 |
| ---------------------------------------------- | ---------------------------------------------- | ---------------------------------------------- | ---------------------------------------------- | ----- |
| в том числе:                                   | Городское население                            | 1 616                                          | Процент городского населения, %                | 64,05 |
|                                                | Сельское население                             | 907                                            | Процент сельского населения, %                 | 35,95 |
|                                                | Мужское население                              | 1 339                                          | Процент мужского населения, %                  | 53,07 |
|                                                | Женское население                              | 1 184                                          | Процент женского населения, %                  | 46,93 |
| Плотность населения, чел/км²                   | Плотность населения, чел/км²                   | Плотность населения, чел/км²                   | Плотность населения, чел/км²                   | 4,67  |
| Население муниципалитета в % к населению штата | Население муниципалитета в % к населению штата | Население муниципалитета в % к населению штата | Население муниципалитета в % к населению штата | 0,18  |

По данным оценки 2016 года население муниципалитета составляет 2 762 жителя.

## Статистика
- Валовой внутренний продукт на 2003 составляет 4.433.816,00 реалов (данные: Бразильский институт географии и статистики).
- Валовой внутренний продукт на душу населения на 2003 составляет 1.942,95 реалов (данные: Бразильский институт географии и статистики).
- Индекс развития человеческого потенциала на 2000 составляет 0,668 (данные: Программа развития ООН).

## География
Климат местности: тропический.

## Важнейшие населенные пункты
| № | Населённый пункт          | Населённый пункт (порт.)  | Категория | Население чел. (2010) | На карте                        |
| - | ------------------------- | ------------------------- | --------- | --------------------- | ------------------------------- |
| 1 | Санта-Тереза-ду-Токантинс | Santa Tereza do Tocantins | город     | 1 616                 | 10°17′01″ ю. ш. 47°48′32″ з. д. |
| 2 | Барра-да-Аруэйра          | Barra da Aroeira          | поселок   | 233                   | 10°16′51″ ю. ш. 47°42′48″ з. д. |